# جيمس ماكلين

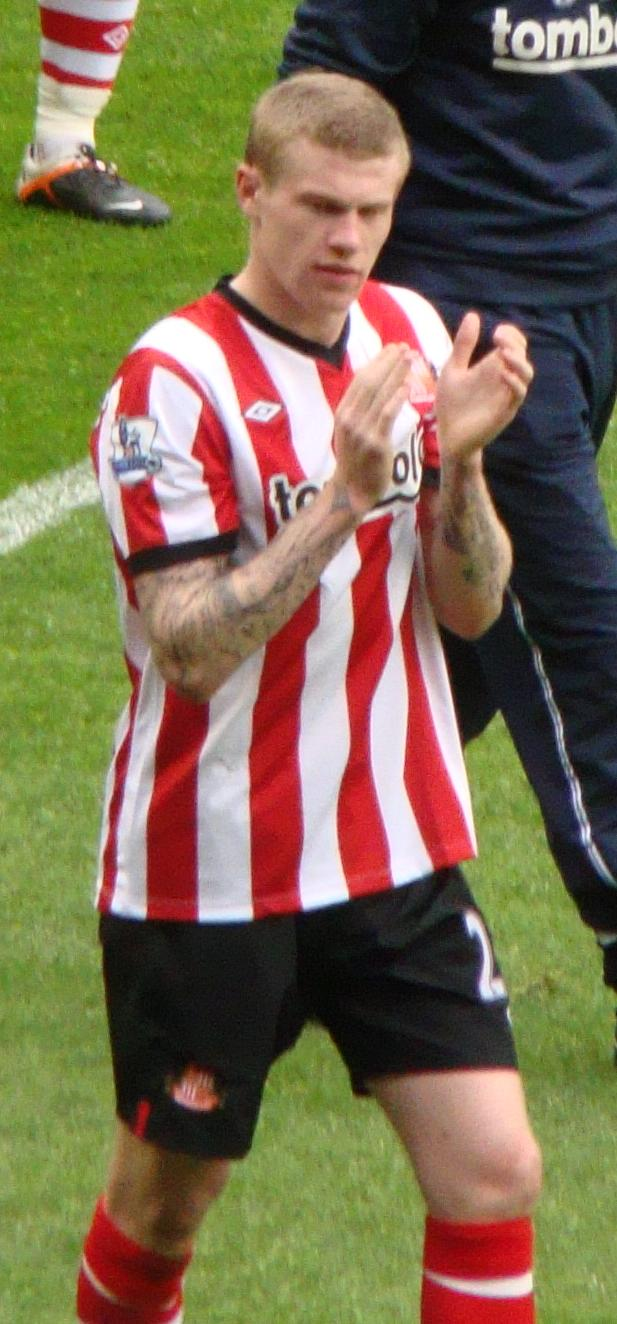

جيمس أرون ماكلين (بالإنجليزية: James Aaron McClean)‏ (مواليد 22 أبريل 1989 في ديري، أيرلندا الشمالية) لاعب كرة قدم أيرلندي يجيد اللعب في مركز الجناح ويلعب حاليا في نادي ستوك سيتي الإنجليزي 

## روابط خارجية
- جيمس ماكلين على موقع الاتحاد الدولي (مؤرشف)  (الإنجليزية)
- جيمس ماكلين على موقع الاتحاد الأوربي (الإنجليزية)
- جيمس ماكلين على موقع قاعدة بيانات كرة القدم.إي يو (الإنجليزية)
- جيمس ماكلين على موقع ناشيونال فوتبول تيمز (الإنجليزية)
- جيمس ماكلين على موقع Soccerbase.com (لاعب) (الإنجليزية)
- جيمس ماكلين على موقع Soccerway.com (الإنجليزية)
- جيمس ماكلين على موقع عالم كرة القدم.نت (الإنجليزية)
- جيمس ماكلين على موقع AS.com (الإسبانية)